# Orianthi

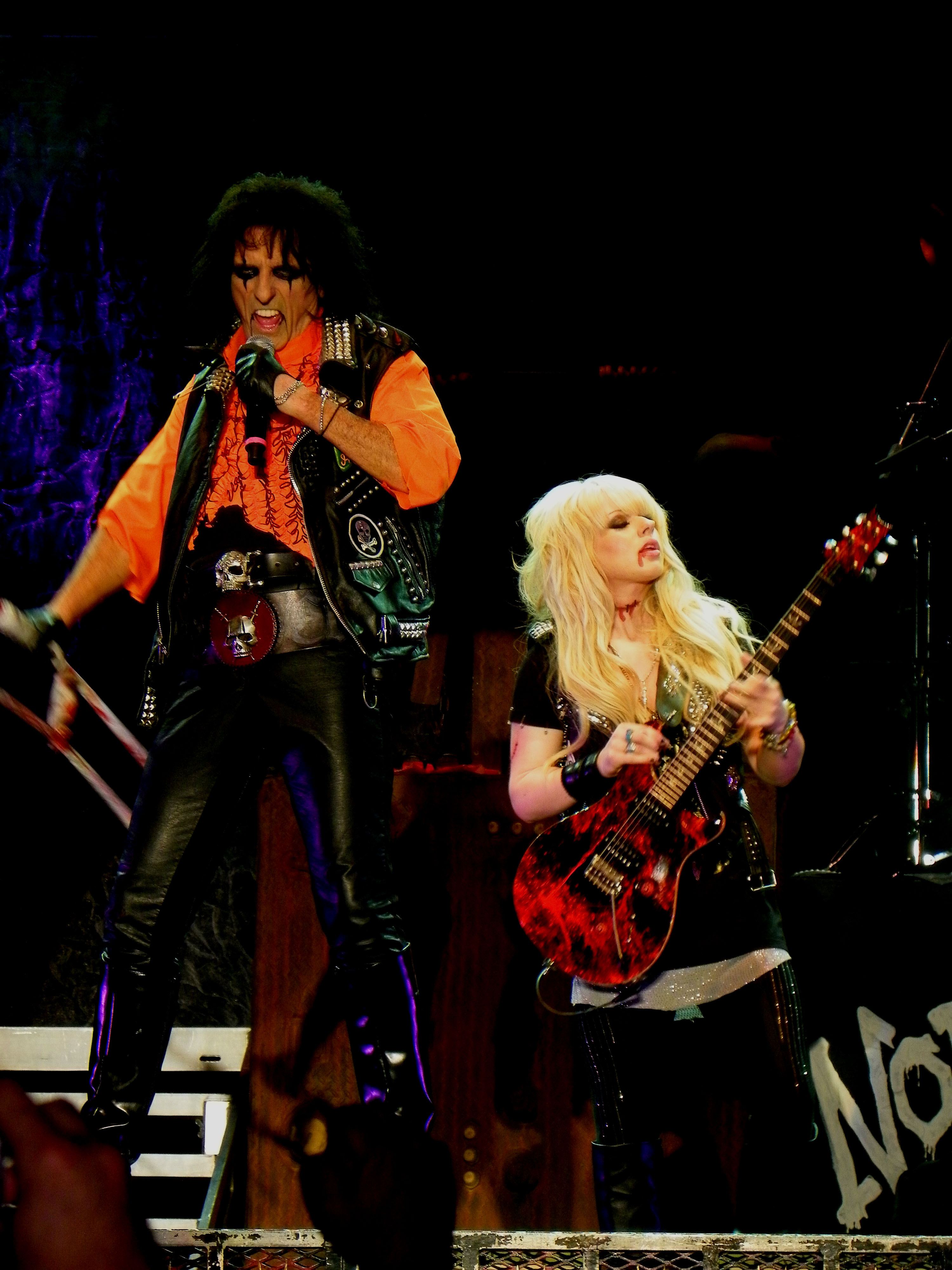
Orianthi és Alice Cooper

Orianthi Panagaris (Adelaide, 1985. január 22. –) művésznevén ismertebben Orianthi, egy ausztrál zenész, énekes-zeneszerző és gitáros. Azzal vált legismertebbé, hogy Michael Jackson első számú gitárosa lett, a sajnálatos módon elmaradt This Is It koncertsorozatán; ezen kívül ő a szólógitáros Alice Cooper élő zenekarában. Debütáló szólóalbuma, az "According to You" a 17. helyig jutott Amerikában, a 7.-ig Ausztráliában, Japánban pedig egészen a 3.-ig. 2009-ben Orianthi lett az első a Elle magazin "12 legjobb női elektromos gitáros" listáján.  2010-ben megnyerte a Nemzetközi Gitár magazin "Breakthrough Guitarist of the Year" (Az év feltörekvő gitárosa) díját.

## Pályafutása

### A kezdetek
A görög és ausztrál származású Orianthi Panagaris Adelaide-ben született, Dél-Ausztráliában. Először zongorán kezdett tanulni 3 évesen, aztán 6 évesen váltott akusztikus gitárra. Apukája ösztönzésére kezdett akusztikus gitáron tanulni, és 11 éves volt, mikor elkezdett elektromos gitáron játszani. Vallásos neveltetésben részesült, katolikus iskolákba járt, rövid ideig a Szent-Péter Kollégiumi lányiskolába is. 15 évesen a hangsúlyt a zeneszerzésre fordította, és így kezdődött profi karrierje. 14 évesen kezdett bandában játszani, majd 15 évesen fellépett élete első színpadi show-ján Steve Vai-jal. Orianthi találkozott és jammelt Carlos Santana-val, mikor 18 éves volt. Carlos hívta, hogy jöjjön fel és zenéljen vele a hangpróbán, aztán megkérdezte, hogy lenne e kedve csatlakozni hozzá a színpadon, aznap este, az adelaide-i koncerten 2003. március 30-án.
Orianthi önállóan megjelent bemutatkozó nagylemeze, a Violet Journey 2005-ben, komponálta az összes anyagot, hozzájárult a gitárhoz, az énekhez, és a dobhoz főleg vágás segítségével. Otthon, a saját stúdiójában készítette és keverte ki végül a lemezt. Carlos Santana hozott Orianthinak egy Paul Reed Smith (PRS) gitárt figyelmességből az ő jóváhagyására. Orianthi Los Angeles-be költözött, és szerződést kötött a Geffen Records lemezkiadóval 2006 végén.
Orianthi reklámszerződést kötött a Panasonic HD-vel, amiben a "Now or Never" című dala szerepelt. Játszott az Eric Clapton Crossroads Gitár Fesztiválon, megjelent a New York Times üzleti részében a környezetbarát akusztikus gitár forgalmazása, és megnyitott Steve Vai-nak Amerikában.

### Az áttörés
Orianthi feltűnt az 51. Grammy Awards-on mint Carrie Underwood vezető gitárosa, és még a bandájába is meghívta. Tehetségére felfigyelve szakemberektől kapott ajánlatokat, Michael Jackson menedzserei is meghívták a This Is It turné előtti meghallgatásra. Ezután Orianthi lett Michael Jackson első számú gitárosa, és a koncert minden próbáján jelen volt mielőtt Michael Jackson elhunyt. Arról, hogy Jackson beválogatta őt, ezt nyilatkozta: "Nem tudom pontosan, miért választott engem, de nézte a YouTube videóimat, és tetszettek neki. Volt választott gitárosa, de mikor odamentem, és eljátszottam neki a 'Beat It' szólóját, olyan boldog volt, hogy felállt, megragadta a karomat, és elkezdett fel-alá járkálni velem a színpadon. Azt kérdezte: 'Tudnál játszani nekem egyszer?', és engem hallgatott azon az estén. Bárcsak még mindig köztünk lenne. Nagyobb önbizalmat adott nekem, és sokat tanultam tőle. Azt gondoltam, az egész játék gitárszólókból áll, de többségben inkább akkordokból és funky ritmusokból.
Játszott és énekelt Jackson emlékkoncertjén, globális élő televízió adásban 2009. július 7-én. A This Is It című filmben is megjelenik, ami a turné próbáiról szól, és őt és Michael Jacksont mutatják a színpadon. Orianthi konferálta fel a Michael Jackson posthumusz díját a 2009-es American Music Awards-on. Orianthi a "We Are The World 25 for Haiti"-ban is feltűnik, amit Jacksonnal közösen készítettek. Ő játszik gitáron a "Monster" című dalban, Michael Jackson és 50 Cent közös dalában, ami 2010. december 14-én jelent meg.

### Szólókarrier
Orianthi 2007-ben kezdte a munkát nagy kiadójánál a 'Believe'-vel, ami 2009 októberében jelent meg. Az album bemutatása világszerte nagy siker volt, az "According to You" hatalmas sláger, és platinalemez lett Amerikában és Ausztráliában. Az erős kisugárzású rock hangszeres "Highly Strung" Steve Vai közreműködésében népszerű videó lett a YouTube-on, több milliós nézettséggel. A "Suffocated" című dala szerepelt a Guitar Hero: Warriors of Rock-ban, mint játszható dal. Ezt követte egy 4 dalos EP (Középlemez), köztük 2 kislemezzel: "Shut Up and Kiss Me" és "Courage".

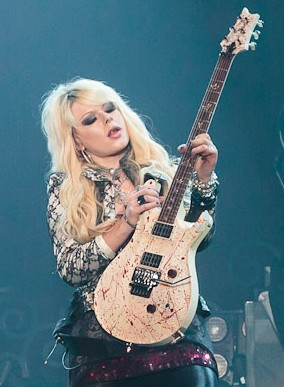
Orianthi, 2012. október, London, turné Alice Cooperrel

Orianthi több késő esti showban is szerepelt, elsősorban Amerika tehetségkutatójában az American Idol-ban 2010. március 26-án. 2010-ben turnézott, Amerikában, Japánban, Ausztráliában és Japánban. Ő is meghívott más művészeket: Mika, Kid Rock, John Mayer, Daughtry. Részt vett különböző fesztiválokon, jótékonyságból, főként a rák legyőzésének támogatásában.
2012. október 12-én megjelent Dave Stewart által készített 5 számos "Fire" című EP-je, ami letölthető az iTunes-ról.
A harmadik nagylemeze, "Heaven In This Hell" 2013. március 12-én jelent meg.

### Vendégzenészként
Orianthi kedveli az együttműködéseket, számos más művésszel szerepelt közösen. Részt vett Iraheta harmadik kislemezében: "Don't Waste The Pretty" és Fefe Dobson dalában a "Can't Breathe"-ben. Kijelentette, hogy akikkel szerepelt (Allison Iraheta és Lacey Mosley), legjobb barátai közé tartoznak.
2011. és 2014. között Alice Cooperrel turnézott, mint a zenekar szólógitárosa. 2025-ben újra csatlakozott volna Cooperhez, de egy sérülés miatt le kellett mondania a turnét. A PRS gitárcég 40. évfordulós koncertjén is egy széken ülve gitározott a színpadon.

## Albumai
Violet Journey
1. Lights of Manos – 2:58
2. He's Gone – 3:21
3. Violet Journey – 3:10
4. Everyday – 4:46
5. Here on Earth – 4:18
6. Right Now – 4:24
7. Anybody Else – 4:52
8. Out of Reach – 5:08
9. Wouldn't Change a Thing – 4:22
10. Anaheim (live in studio) – 4:13

Believe
1. According to You – 3:20
2. Suffocated (Sound the Alarm cover) – 3:03
3. Bad News – 3:10
4. Believe – 3:40
5. Feels Like Home – 4:16
6. Think Like a Man – 3:36
7. What's It Gonna Be – 2:49
8. Untogether – 3:53
9. Drive Away – 4:17
10. Highly Strung (with Steve Vai) – 4:08
11. God Only Knows – 3:55

Heaven In This Hell
1. Heaven in This Hell – 4:32
2. You Don't Wanna Know – 3:40
3. Fire – 2:53
4. If U Think U Know Me – 3:35
5. How Do You Sleep? – 4:14
6. Frozen – 3:40
7. Rock – 4:34
8. Another You – 3:43
9. How Does That Feel? – 3:08
10. Filthy Blues – 3:17
11. If U Were Here with Me – 4:10

+ (Deluxe Edition) Sex E Bizarre (feat. Steven Tyler) – 3:07